# آرثر صموئيل (أستاذ جامعي)
آرثر صموئيل (بالإنجليزية: Arthur Samuel) هو عالم حاسوب أمريكي، ولد في 5 ديسمبر 1901 في إمبوريا في الولايات المتحدة، وتوفي في 29 يوليو 1990 في ستانفورد في الولايات المتحدة. كان أول من ابتكر مصطلح «تعلّم الآلة» (بالإنجليزية: Machine Learning). ابتكر برنامجًا للعب الضامة وكان من بين أوائل برامج التعلم الذاتي الناجحة في العالم، وبالتالي كان بمثابة إثبات رصين وسبّاق للمفهوم الأساسي للذكاء الصّنعي.

## وصلات خارجية
- آرثر صموئيل على موقع الموسوعة البريطانية (الإنجليزية)